# トカンティンス州

トカンティンス州
Estado de Tocantins

トカンティンス州（トカンティンスしゅう、Estado de Tocantins ブラジルポルトガル語発音: [tokɐ̃ˈtʃĩs] ( 音声ファイル)）は、ブラジル中部の州。ゴイアス州の北にある。人口は151万1460人（2022年）、州都はパルマス。略称は「TO」である。

## 歴史
イエズス会の宣教師たちがこの地域を訪れたのが1600年代の初め頃である。
1988年まではゴイアス州の一部であった。

## 人種
混血が68.9%、白人が24.0%、黒人が6.9%、アジア人もしくはインディオが0.2%である。

## 隣接州
- マラニョン州
- ピアウイ州
- バイーア州
- ゴイアス州
- マットグロッソ州
- パラー州

## 主な都市
- パルマス（パルマス・ド・トカンティンス）

## 教育
- トカンティンス大学